# Ajmak wschodni
Ajmak wschodni (mong. Дорнод аймаг) – jeden z 21 ajmaków w Mongolii, znajdujący się we wschodniej części kraju. Stolicą ajmaku jest Czojbalsan, znajdujący się 655 km na wschód od stolicy kraju Ułan Bator.
Utworzony w 1931 roku ajmak obejmuje powierzchnię 123 597 km² i dzieli się na 14 somonów. Na jego terytorium zamieszkuje mniejszość buriacka. Gospodarka oparta na górnictwie, wydobywa się głównie złoto, uran, cynk i ołów. Na terenie ajmaku znajdują się także złoża soli oraz niewielkie pole naftowe Tamsagbulag. W rolnictwie hodowla zwierząt oraz uprawa zbóż i warzyw, głównie ziemniaka.
Liczba ludności w poszczególnych latach:
| 1979   | 1989   | 2000   | 2010   |
| ------ | ------ | ------ | ------ |
| 59 000 | 81 100 | 75 373 | 68 873 |